# Lecania tabescens
Lecania tabescens là một loài ruồi trong họ Asilidae. Lecania tabescens được Rondani miêu tả năm 1875. Loài này phân bố ở miền Ấn Độ - Mã Lai.